# Gammel Højene
Gammel Højene er en lille bydel i Hjørring. Bydelen huser mange mennesker med høj indkomst[kilde mangler].
|  | Denne artikel om lokaliteten Gammel Højene kan blive bedre, hvis der indsættes et (bedre) billede. Du kan hjælpe ved at afsøge Wikimedia Commons for et passende billede eller lægge et op på Wikimedia Commons med en af de tilladte licenser og indsætte det i artiklen. |

|  | Denne artikel kan blive bedre, hvis der indsættes geografiske koordinater Denne artikel omhandler et emne, som har en geografisk lokation. Du kan hjælpe ved at indsætte koordinater i wikidata. |